# Lijst van bisschoppen van Antwerpen

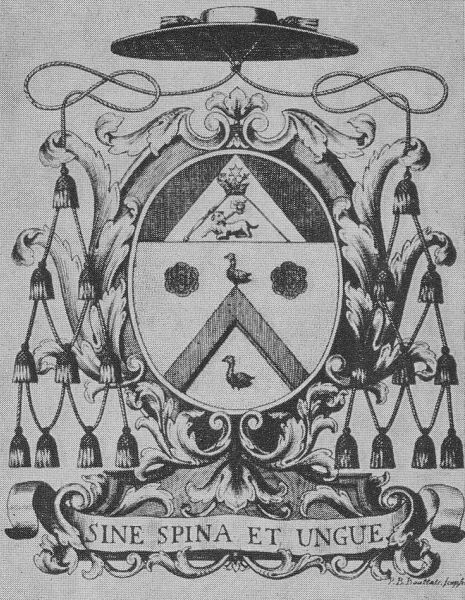
Wapenschild Mgr. de Gentis: sine spina et ungue

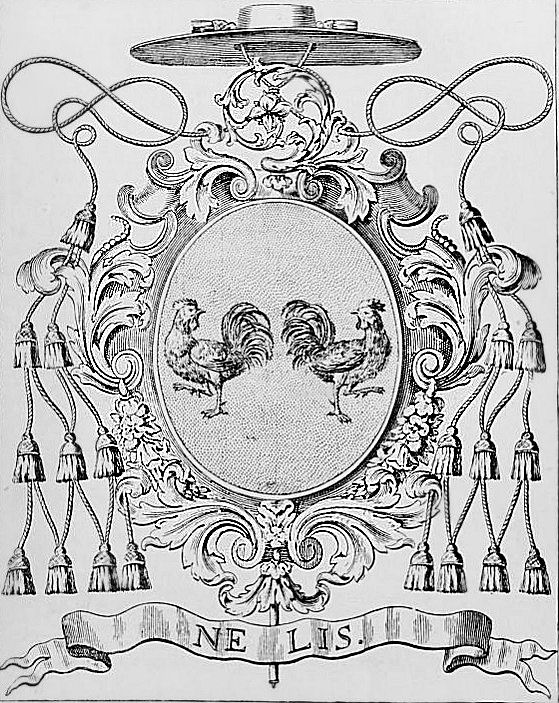
Wapenschild Mgr. de Nelis

Onderstaand volgt een lijst van bisschoppen van het bisdom Antwerpen, een Belgisch rooms-katholiek bisdom.
| Bisschop van Antwerpen (eerste instelling van het bisdom) | Bisschop van Antwerpen (eerste instelling van het bisdom) | Bisschop van Antwerpen (eerste instelling van het bisdom)   |
| --------------------------------------------------------- | --------------------------------------------------------- | ----------------------------------------------------------- |
| 1561 - 1563                                               | Philippus Negri                                           | Heeft de bisschopszetel niet in bezit genomen               |
| 1563 - 1570                                               | sede vacante                                              |                                                             |
| 1570 - 1576                                               | Franciscus Sonnius (Frans van der Velde)                  | Was eerder bisschop van 's-Hertogenbosch                    |
| 1576 - 1586                                               | sede vacante                                              |                                                             |
| 1586 - 1595                                               | Laevinus Torrentius (Liévin van der Beken)                |                                                             |
| 1597 - 1601                                               | Willem van Bergen                                         | Werd in 1601 benoemd tot aartsbisschop van Kamerijk         |
| 1603 - 1611                                               | Johannes Miraeus (Jean Le Mire)                           |                                                             |
| 1611 - 1633                                               | Johannes Malderus (Jan van Malderen)                      |                                                             |
| 1634 - 1651                                               | Gaspar Nemius (Gaspard van den Bosch/Dubois)              | Werd in 1651 benoemd tot aartsbisschop van Kamerijk         |
| 1652 - 1676                                               | Marius Ambrosius Capello O.P.                             | Was eerder bisschop van Ieper                               |
| 1677 - 1678                                               | Aubertus van den Eede                                     |                                                             |
| 1679 - 1699                                               | Joannes Ferdinandus van Beughem                           |                                                             |
| 1700 - 1706                                               | Reginaldus Cools O.P.                                     | Was eerder bisschop van Roermond                            |
| 1707 - 1727                                               | Peter Josef de Francken-Sierstorpff                       |                                                             |
| 1727 - 1742                                               | Carolus d'Espinoza O.F.M. Cap.                            |                                                             |
| 1742 - 1744                                               | Guilielmus Philippus de Herzelles O.E.S.A.                |                                                             |
| 1746 - 1747                                               | Josephus Werbrouck                                        | Was eerder bisschop van Roermond                            |
| 1749 - 1758                                               | Dominicus de Gentis O.P.                                  |                                                             |
| 1758 - 1775                                               | Henricus Gabriel van Gameren                              |                                                             |
| 1776 - 1784                                               | Jacob Thomas Jozef Wellens                                |                                                             |
| 1785 - 1798                                               | Cornelius Franciscus de Nelis                             |                                                             |
| Bisschop van Antwerpen (tweede instelling van het bisdom) |                                                           |                                                             |
| 1962 - 1977                                               | Jules Victor Daem                                         |                                                             |
| 1977 - 1979                                               | Godfried Danneels                                         | Werd in 1979 benoemd tot aartsbisschop van Mechelen–Brussel |
| 1980 - 2008                                               | Paul Van den Berghe                                       |                                                             |
| 2008 - heden                                              | Johan Bonny                                               |                                                             |